# Mesochorus giaglioneus
Mesochorus giaglioneus är en stekelart som beskrevs av Schwenke 1999. Mesochorus giaglioneus ingår i släktet Mesochorus och familjen brokparasitsteklar. Inga underarter finns listade i Catalogue of Life.